# Кінгскот (аеропорт)
35°42′50″ пн. ш. 137°31′17″ зх. д. / 35.71389° пн. ш. 137.52139° зх. д.
Аеропо́рт «Кінгскот» (англ. Kingscote Airport) — аеропорт невеличкого міста Кінгскот в Південній Австралії. Розташований за 13 км від міста. Аеропорт — основний на острові Кенгуру. Аеропорт обслуговує в основній масі чартерні рейси, але є і регулярні у столицю штату — Аделаїду. З 16 червня 1983 року аеропортом управляє влада острова.

## Авіалінії та напрямки
| Авіалінії         | Сполучення |
| ----------------- | ---------- |
| Реджіонал Експрес | Аделаїда.  |